# Stockholms Tivoli
Stockholms Tivoli var en nöjespark vid Djurgårdsslätten på Södra Djurgården i Stockholm, grundad 1850 och inköpt av Skansen år 1901, varpå området bildade den nedre Solliden, och sträckte sig mellan Skansens nuvarande huvudingång över  Galejanområdet till nuvarande Sollidsporten.

## Historik
Stockholms Tivoli invigdes den 5 augusti 1850. Planerna på ett tivoli på Djurgården tog fast form under 1840-talet, och 1845 biträdde folklivsforskaren Nils Månsson Mandelgren utarbetande av planen för Stockholms Tivoli 1849 fick man mark uppe på berget, på nuvarande Skansen. Tivolit öppnade året därpå, men brann ner den 21 augusti, endast 16 dagar efter öppnandet. Det byggdes dock upp igen och blev populärt i början av 1880-talet.
Ingången till Stockholms Tivoli var belägen där Skansens huvudingång nu finns och sträckte sig upp på Skansenberget, upp till där Solliden nu ligger. Området Tivoliberget inbegrep också den nuvarande Galejan på Skansen, vilken då kallades Öfvre Tivoli och omskrivs som det ursprungliga, gamla Tivoli.
Tivoli förefaller, åtminstone i början, ha visat lindansare och ett vaxkabinett.
Ett expanderat program i mitten av 1890-talet omnämner ett rikt utbud av sångare, musiker, jonglörer, akrobater, lindansare, komiker, djurtämjare, fyrverkeriartister och pantomimgrupper.
Men Tivoli erbjöd även karuseller, rutschbanor, teatrar, kägelbanor, restauranger och ett menageri med främmande djur.

## Menageriet

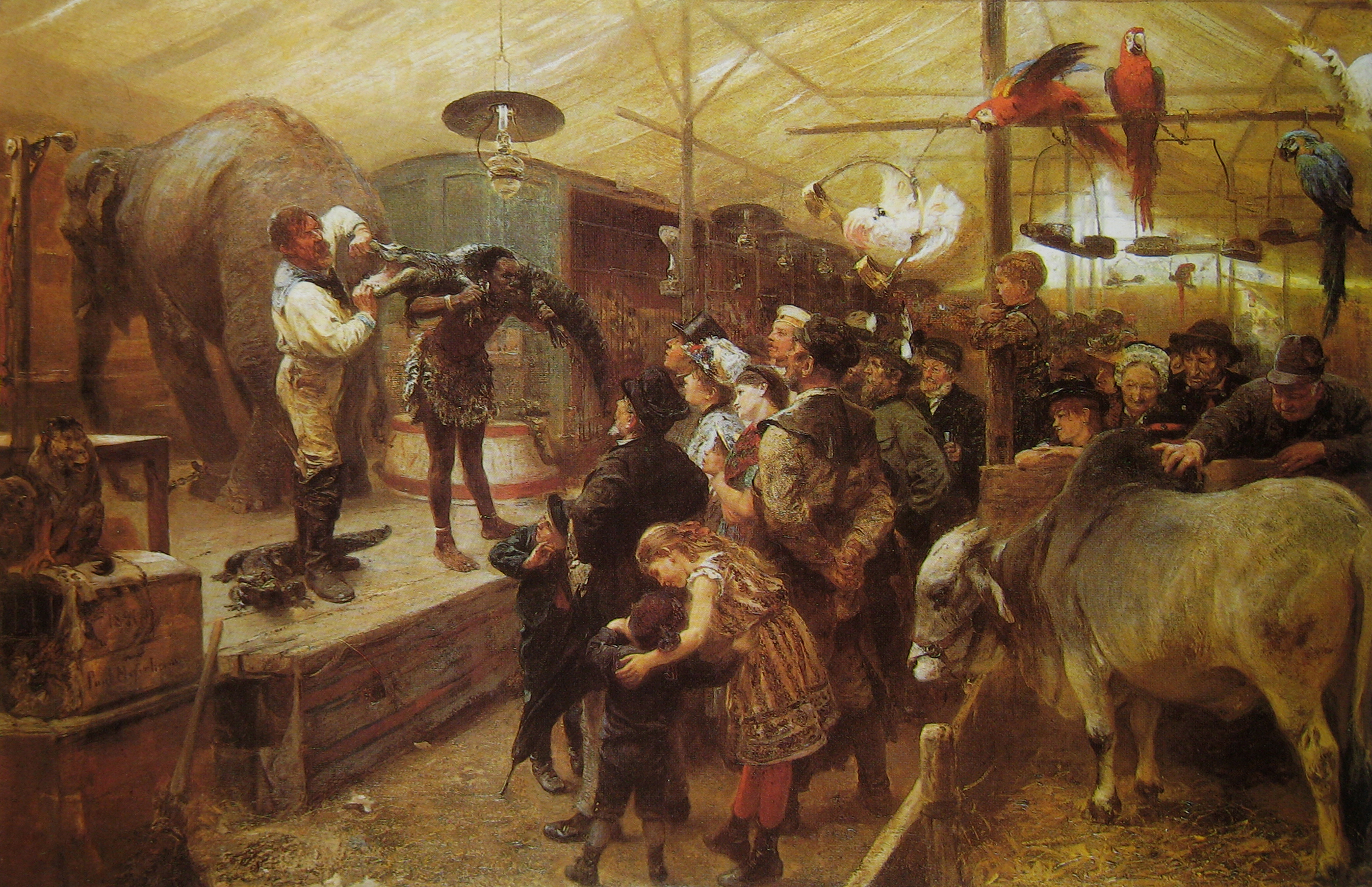
Den tyske konstnären Paul Meyerheim målade motiv från samtida menagerier.

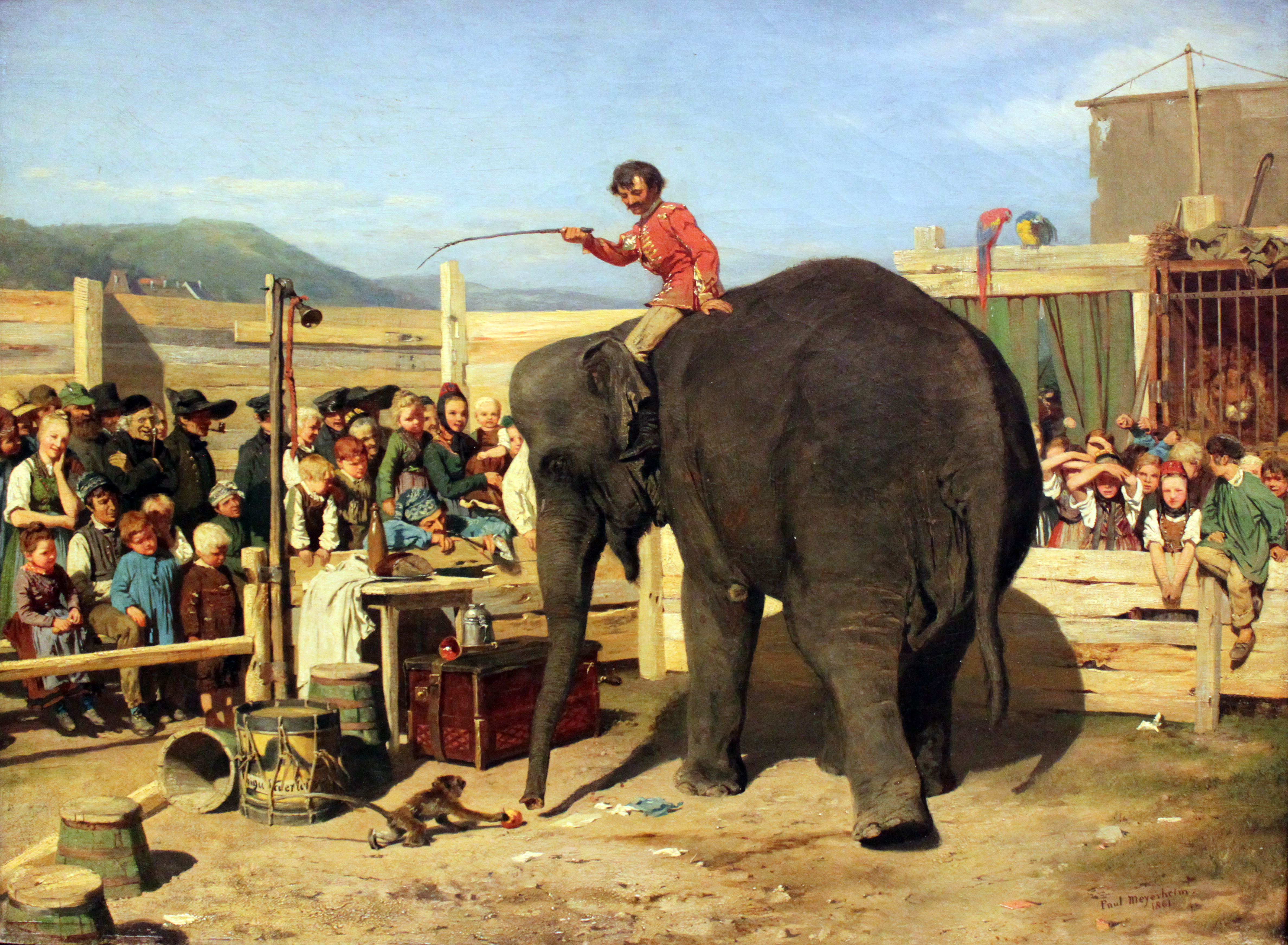
Meyerheims målning från 1861 visar en primitivare miljö och scen för att uppträda med djur inför publik.

Under en barnkarneval 1895 framförde en Mr Cooke ett lejon till häst. Samma år vann den "boxande kängurun" stora framgångar, vilket en entusiastisk reporter från DN kallade programmets clou.
I Tivolis menageri hölls borneoapor (krabbmakak), brunbjörn, Kapucinapa, isbjörn, kamel, kungstiger, leopard , puma, pelikaner och spanska getter. Flertalet av djuren levererades av den största djurhandlaren vid den tiden, Carl Hagenbeck i Hamburg.
I Stockholms Tivoli nämns också två asiatiska elefanter vid namn, Sheriff och Kongo. Dessutom verkar det som om Tivoli hyrde in en grupp med fyra elefanter och medföljande singhalesiska mahouter (elefantdrivare) från Carl Hagenbeck.
Den 25 juli 1884 skriver en tidning:
| ”                                                  | En Objuden gäst: I söndags vid 2-tiden på e. m. lyckades — skrifver D.N. — elefanten Sheriff, som förevisas i Stockholms Tivoli, att inne i stallet slita sig lös och att bryta upp dörren till sitt fängelse- Väl utkommen i det fria gav han sin glädje till känna genom kraftiga trumpet- stötar, lustiga språng och prof på väldiga kraftproduktioner. Träd upprycktes och staket nedbrötos, men vid detta slutade han ej. Öfre Tivolis table d'höte skulle äfven besökas. Bord och stolar tycktes på det högsta förarga och besvära, hvarför de också hastigt och lustigt undanröjdes at kolossen, som först vid smörgåsbordet tycktes börja lugna sig. Man skulle sett med hvilken hastighet allt försvann! Ost, bröd och rädisor voro rigtiga läckerbitar; men en och annan tallrik torde äfven ha fått följa med, enligt hvad elefantens förare sedermera påstod, ty han hittade lemningar af porslin i Sheriffs tänder. Denna lilla extravagans af den fromme, gladlynte Sheriff lär emellertid komma att kosta föraren ett par hundra kronor, till hvilket belopp skadan uppskattas. | „ |
| – Blekingeposten, 1884-07-25, KB:s digitala utgåva | |   |

| ”                                                  | Så har bl.a. uppkastats en 15 fot hög terrass, hwarifrån man har en den ypperligaste utsigt öfwer segelleden in titt Stockholm. På spetsen af denna terrass är uppfört ett fogelslott i mohrisk stil. Derinne skall anordnas en trädgård, der man får se guld- och silfwerfasaner, swenska rasdufwor och andra foglar. Midt emot reser sig en wäldig bygnad; det är menageriet. Der får man skåda en elefant, en struts, en kamel, en björn, spanska getter, borneo apor, m.fl. djur, hwilka Tivolibolaget inköpt för 12,000 kr. af Hagenbeck i Hamburg, den största menagerifirma i werlden. | „ |
| – Kalmar tidning, 1885-04-29, KB:s digitala utgåva | |   |

Det är oklart hur länge Sheriff levde på Stockholms Tivoli. Det kan möjligen vara samma elefant, som med namnet Shemir dödade cirkusdirektör Alexander Eisfeldt i Riga, mitt under föreställning med Eisfeldts Cirkus Leonardo den 11 december 1890.
 År 1892 nämns den indiska elefanten Kongo.
När Siams kung Chulalongkorn besökte Sverige 1897 mottogs han på sedvanligt sätt av Oscar II, vilken emellertid i egenskap av unionskung skulle åka till Norge för att deltaga i firandet av Trondheims 900-årsjubileum. Som tack för besöket skänkte kung Chulalongkorn en elefant, som placerades på Skansen (förmodligen Stockholms Tivoli) i Stockholm. Oscar II frågade då sin general, greve Sven Lagerberg om vad som var lämpligt som svarsgåva. Det fick inte vara för futtigt, men inte heller för värdefullt. Generalen skall ha svarat: "Ge honom Norge."

## Dansbana
Men Tivolis främsta attraktion var dansbanan, en av de första offentliga i Stockholm. Offentlig dans var förbjuden inpå slutet av 1880-talet, men lagligt på ett avstängt område där man avkrävdes på entreavgift, eftersom det då räknades som slutet sällskap.

## Teatrar

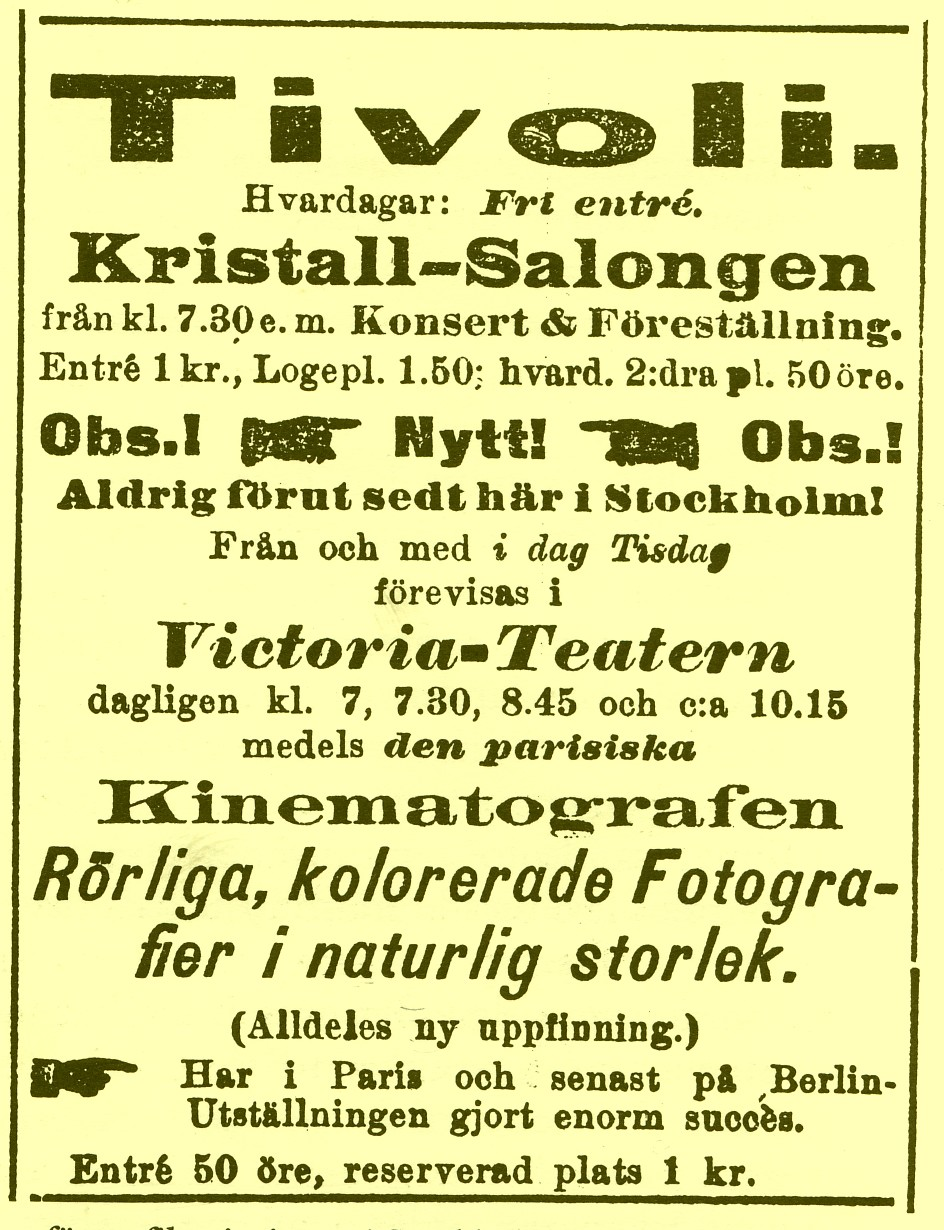
Stockholms första bioannons, Stockholms-Tidningen den 21 juli 1896, samma dag som filmen visades.

Det fanns flera teatrar inom Stockholms Tivolis område. På somrarna sägs Stockholms Tivoli ha haft synnerligen förstklassiga föreställningar.
Den populära revyteatern Kristallsalongen låg en bit ovanför Skansens nuvarande huvudentré. Direktör för Kristallsalongen var Anna Hoffman-Uddgren, kallad nöjeslivets drottning i sekelskiftets Stockholm. Hoffman-Uddgren uppträdde till en början som chanteuse på Tivolit.
Teaterverksamheten upphörde 1924, då byggnaden byggdes om till danspalats. Den revs några år därefter för att ge plats åt Skansens huvudentré och grunden utgör nu dammen vid Skansens rulltrappa.
En annan teater, där bland andra Sigge Wulff uppträdde, var Victoria-Teatern.

## Första filmförevisning i Stockholm
Den 21 juli 1896 visade en fransk fotograf Kinematografen med Rörliga kolorerade Fotografier i naturlig storlek i Stockholm. Föreställningen ägde rum på  Kristallsalongen och Victoria-Teatern på Tivoli på Södra Djurgården. Denna "alldeles nya uppfinning"  betecknades som ett underverk.

## Ägarbyten
Tivoli förefaller ha vandrat mellan flera olika ägare.
| ”                  | ...meningen med Tivoli var att få en förlustelseplats för det lägre folket, och ett bolag bildades med en general Silfverstolpe (David Silfverstolpe?) i spetsen. Det blev oerhört dyrt, och bolaget måste efter stora, för många ruinerande, försluster upplösas. En av bolagsmännen och egentliga arrangören Herr Mineur köpte då Tivoli och övertog det, men sålde det sedan till en enkefru Lenoir. Därefter köptes det genom byte av grosshandlaren Anshelm Berg som förut innehaft Waxholms Hotell vilket istället övertogs av fru Lenoir. | „ |
| – av , datum, publ | |   |

## Konkurrens

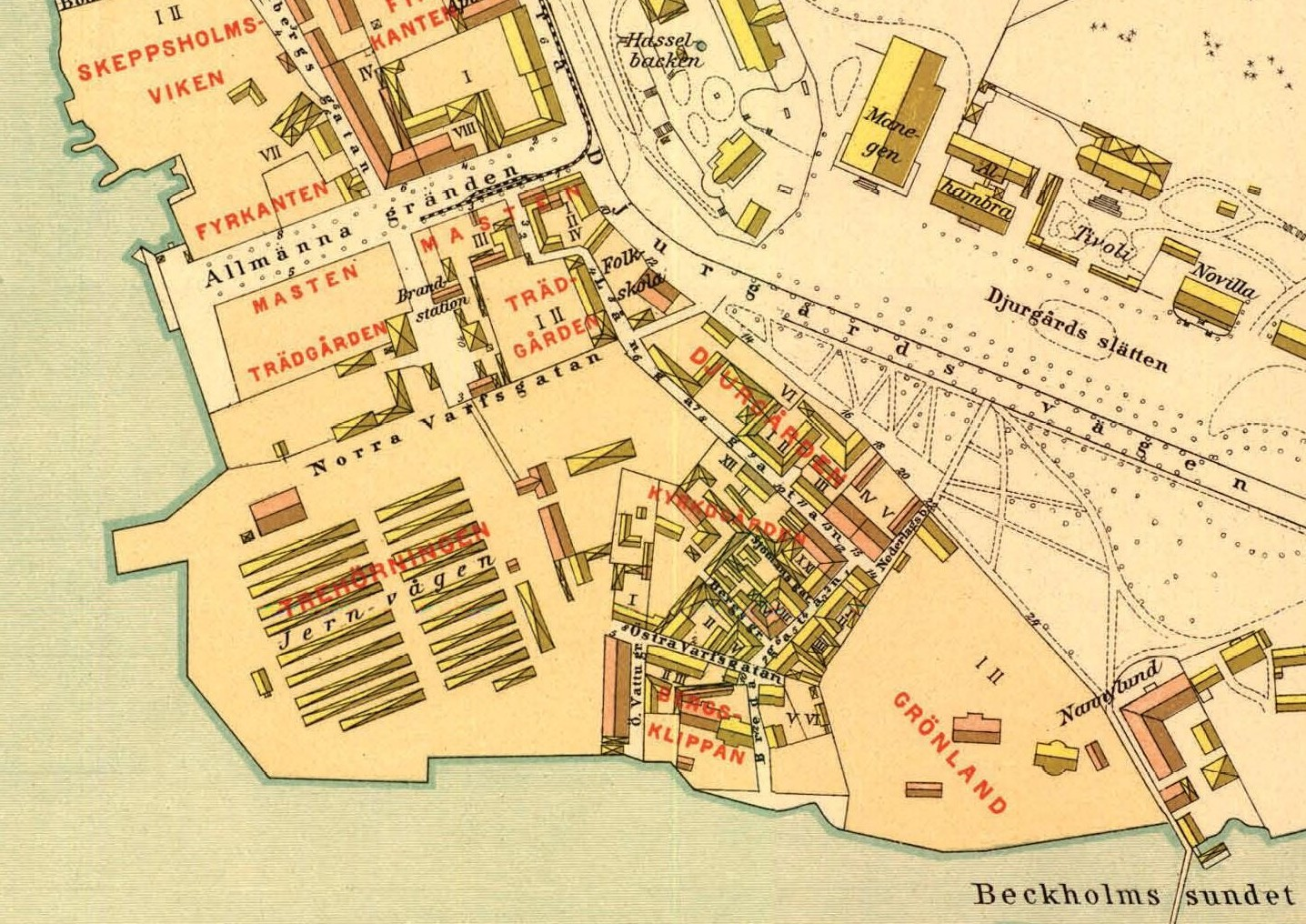
Området för Gröna Lunds Tivoli år 1885.

Under 1880-talet fick Tivoli dessutom konkurrens genom ett nytt företag, ett mindre tivoli som kallade sig Gröna Lund. Under sina sista decennier försökte Stockholms Tivoli locka till sig en borgerlig publik, då konkurrenten Gröna Lund sägs främst ha dragit till sig människor från arbetarklassen:
| ”                                                  | Den 5 augusti 1880 öppnade Djurgårds-Tivoli första gången sina portar och har sedan dess oavbrutet fortgått, dock ända till för några år sedan bjudande endast på folkmuntrationer af lägre rang. Inträdet dit war fritt, hwarför också stället besöktes af en mängd slödder, och regelbundet hwarje söndag utgjorde tummelplatsen för wilda slagsmål, oaktat den rätt talrika polisstyrka som der war posterad | „ |
| – Kalmar tidning, 1885-04-29, KB:s digitala utgåva | |   |

## Slutet för Tivoli

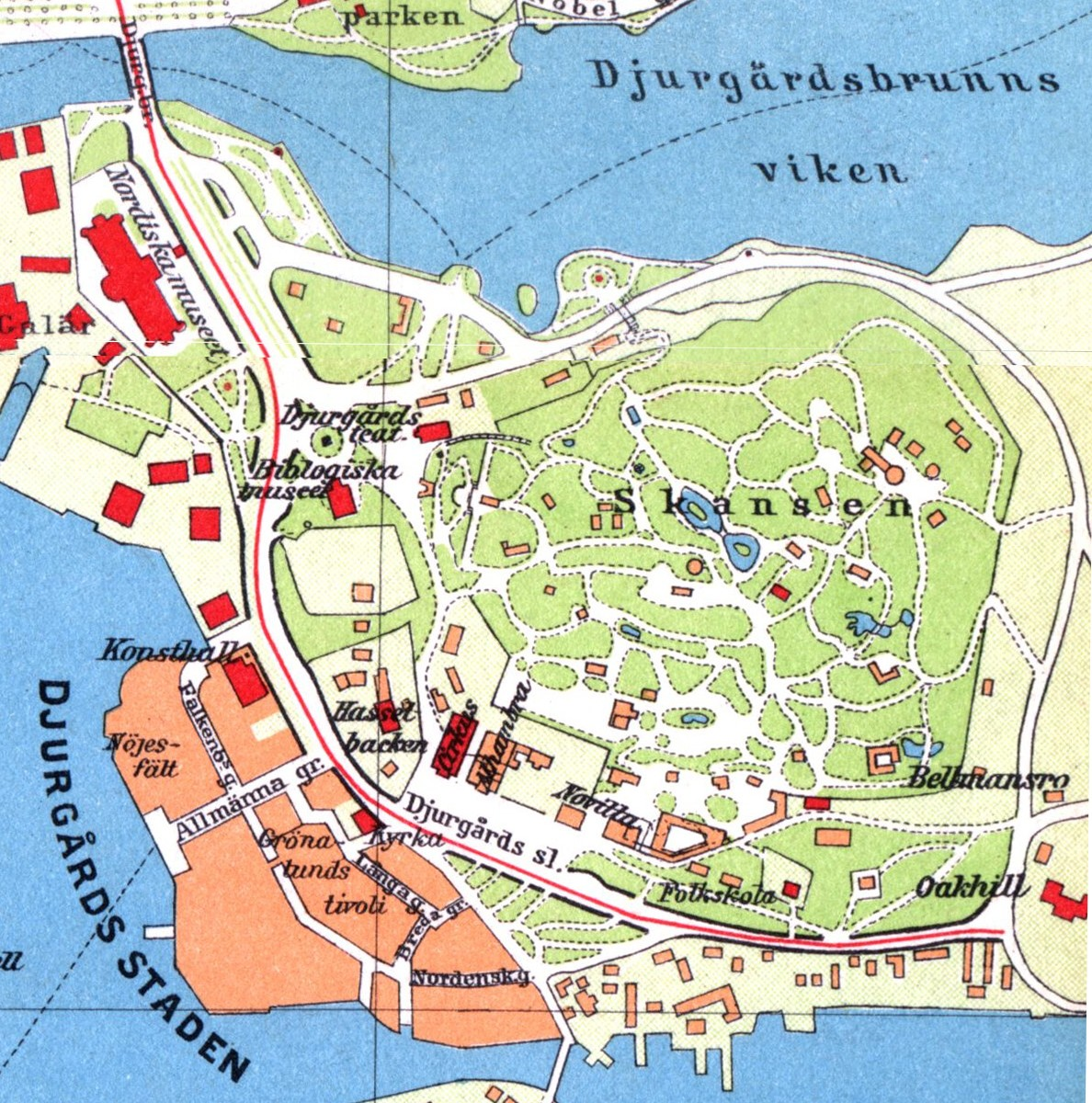
Skansen efter att Stockholms Tivoli integrerats, 1920.

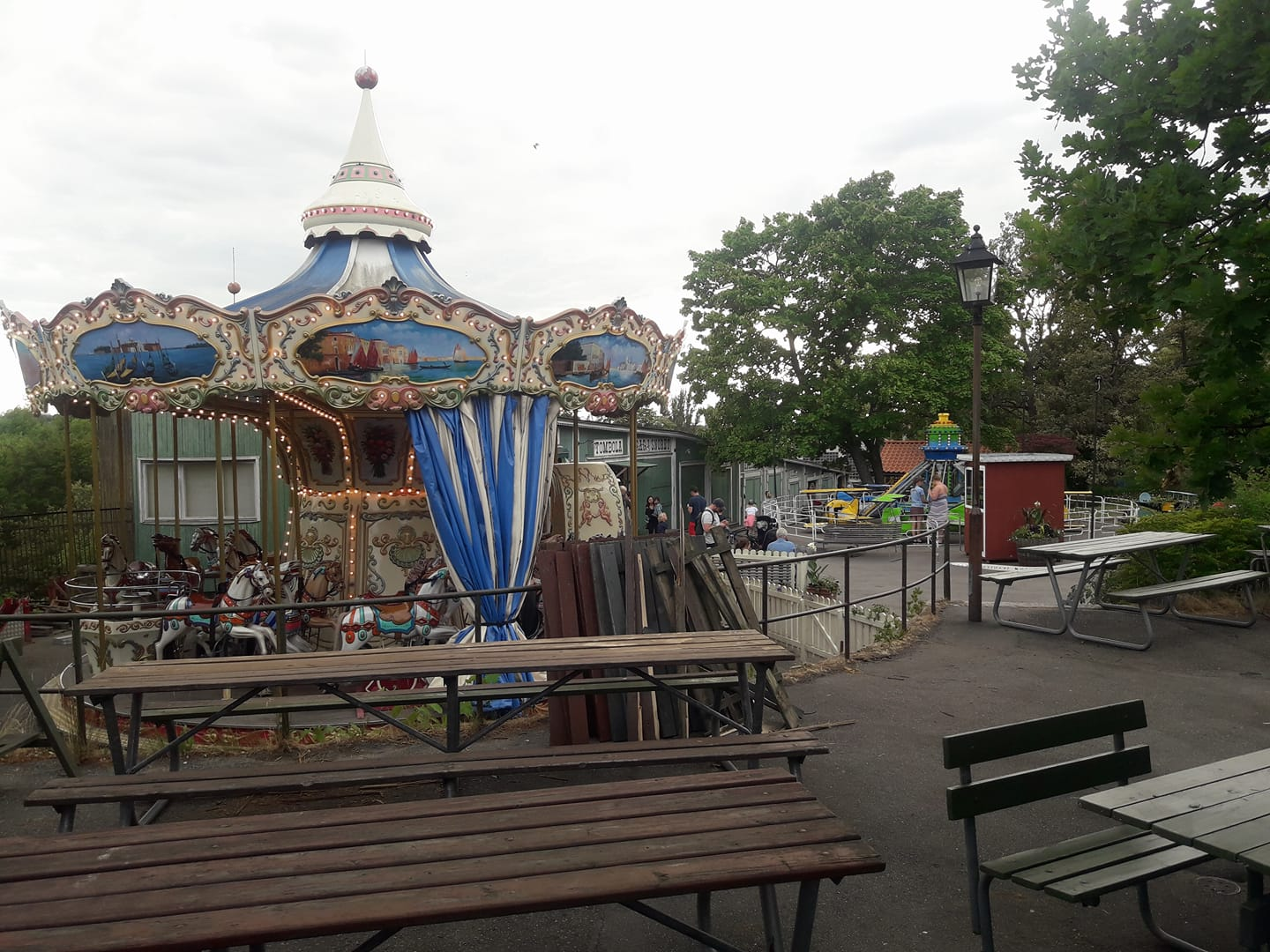
Skansens karusell, sista resten av Stockholms Tivoli, 2018.

I början av 1900-talet, hade Skansen hade brett ut sig på området och 1901 köptes Stockholms Tivoli upp av Skansen. Men teatrarna, i synnerhet Victoria-teatern, var fortsatt aktiva under de följande trettio åren efter att Skansen köpt Tivoli.
Att Stockholms Tivoli las ner och införlivades i Skansen, var sannolikt gynnsamt för det nya tivolit Gröna Lund, som snabbt expanderade under början av 1900-talet.
Efter att Skansens grundare Arthur Hazelius med hjälp av Grillska donationen införlivat det gamla tivoliområdet med Skansen, så tog han alltså över en redan etablerad mindre djurpark, där ett ganska stort antal exotiska djurarter fortfarande hölls vid ägarbytet.